# SsDNA
ssDNA (ang single stranded DNA) – forma jednoniciowa DNA. Występuje w każdej aktywnej metabolicznie komórce. Każdy dwuniciowy DNA może ulec dysocjacji do jednoniciowego DNA np. w przypadku wzrostu temperatury otoczenia lub pod wpływem transformacji struktury np. podczas replikacji lub transkrypcji.
Forma ssDNA o wielokrotnych (1000x) powtórzeniach TTAGGG formuje G-kwadrupleksy. Spotykane w telomerach i innych odcinkach. W całym genomie posekwencyjne wyszukiwanie daje 376,000 potencjalnych miejsc o nieznanej jeszcze w pełni funkcji. Niektóre są związane z onkogenezą.